# Алтухов, Иов Корнилович
Ио́в Корни́лович Алтухов (5 мая 1884, с. Колено, Воронежская губерния — 1970, Хотьково) — российский и советский скульптор.

## Биография
В 1915 году окончил Московское училище живописи, ваяния и зодчества.
С 1917 года — участник выставок (2-я очередная весенняя выставка молодых художников в Москве). Член Общества московских художников (1927—1932), первый председатель ОМХ, Союза художников СССР. Экспонировался на выставках: произведений графики, скульптуры и керамики художников Московской области в Москве (1955).
5 апреля 1931 года в Москве арестован по обвинению в антисоветской агитации (ст.58 п. 10 УК РСФСР). Постановлением Особого совещания при Коллегии ОГПУ, от 20 июня 1931 года, заключен в концлагерь сроком на 3 года. Отбывал наказание в Московской области, в Дмитлаге. Реабилитирован посмертно 30 марта 1989 г.
С 1942 по 1960 год преподавал в Абрамцевском художественно-промышленном училище, что в подмосковном Абрамцево. В августе 1942 года, в связи с постановлением Правительства о восстановлении и развитии художественных промыслов, была открыта Абрамцевская профтехшкола (закрывшаяся в начале Великой Отечественной войны). Иов Корнилович начал преподавать в школе в годы войны.

## Работы
Среди его работ:
- два барельефа для фасада Ленинаканского государственного драматического театра им. А. Мравяна[2] в Ленинакане (гипс, 1927)
- проект памятника В. И. Ленину (1929)
- обелиск «Север» (бетон, 1929—30)
- скульптуры «Колхозница» и «Рабочий» для павильона «Поволжье» на ВСХВ (гипс, 1938-40)
- «Мусоргский» (дер., 1950—1953).

Автор ряда станковых произведений (портреты).